# Simdega
Simdega ist eine Stadt im indischen Bundesstaat Jharkhand.
Die Stadt ist Hauptort des gleichnamigen Distrikt Simdega. Simdega wird als ein Nagar Panchayat verwaltet. Die Stadt ist in 18 Wards gegliedert.

## Geschichte
Historisch gesehen wurde das Gebiet jahrhundertelang von den Gajapati-Königen des Gajapati-Königreichs Kalinga regiert. Die Region ist kulturell ein Zusammenschluss von indigener und Odia-Kultur. Der Einfluss der Odia-Kultur ist in der Region und in der Bevölkerung bedeutend. Die Region hatte auch historische Beziehungen zu Kaiser Ashoka und dem Buddhismus, wie aus archäologischen Funden in der Region hervorgeht.

## Demografie
Die Einwohnerzahl der Stadt liegt laut der Volkszählung von 2011 bei 42.944. Simdega hat ein Geschlechterverhältnis von 962 Frauen pro 1000 Männer und damit einen für Indien üblichen Männerüberschuss. Die Alphabetisierungsrate lag bei 85,5 % im Jahr 2011. Knapp 41 % der Bevölkerung sind Hindus, ca. 38 % sind Christen, ca. 16 % sind Muslime und ca. 5 % gehören einer anderen oder keiner Religion an. 12,6 % der Bevölkerung sind Kinder unter 6 Jahren. 46,4 % der Bevölkerung sind Scheduled Tribes.

## Wirtschaft
Ein Großteil der Wirtschaft von Simdega basiert in erster Linie auf Landwirtschaft und damit verbundenen Aktivitäten wie Schellackproduktion und Tierhaltung sowie Aquakultur. Das Gebiet verfügt über Tierhaltungsbetriebe für Geflügel, Emu, Enten und Schweine. Die Hauptanbaukulturen in Simdega sind Reis, Mais und Erdnüsse.

## Bildung
In der Stadt gibt es mehrere Missionarsschulen und christliche Bildungseinrichtungen.